# Винтрих, Йозеф
Йозеф Марквард Винтрих (нем. Josef Marquard Wintrich; 15 февраля 1891, Мюнхен, Германская империя — 19 октября 1958, Эберсберг, Бавария, ФРГ) — западногерманский государственный деятель, председатель Конституционного суда ФРГ (1954—1958).

## Биография
Родился в семье служащего почтового отделения. В 1915 г. окончил юридический факультет Мюнхенского университета. Он также посещал лекции по истории, философии и экономике. Не принимал участия в Первой мировой войне из-за потери руки. С 1918 г. работал в юридической фирме. В 1921 г. получил докторскую степень, защитив диссертацию по проблеме служебных и трудовых отношений. Являлся членом католического братства KDStV Aenania Munich и одним из основателей KDStV Trifels Munich.
В июле 1921 г. начал свою карьеру на государственной службе в качестве оценщика в Мюнхенском окружном суде, в 1923 г. был назначен третьм прокурором в окружном суде Мюнхена II. С середины 1920-х гг. одновременно преподавал право в Баварской академии управления, а затем — качестве доцента в Мюнхенском университете. В 1926 г. был утвержден участковым судьей, а в 1930 г. получил должность первого прокурора в окружном суде Мюнхена II. В ноябре 1933 г. его перевели в окружной суд в Эберсберге в качестве председателя, поскольку в должности прокурора он излишне интересовался стремительным ростом смертей в концентрационном лагере «Дахау». В 1936 г. национал-социалистами он был лишен лицензии на преподавание.
Вскоре после окончания Второй мировой войны в 1947 г. его назначают судьей Верховного суда в Мюнхене, а в 1949 г. председателем сената Баварского конституционного суда; с 1953 г. он был заместителем председателя этого суда. В том же году он был назначен председателем Высшего окружного суда Мюнхена.
В ноябре 1953 г. по предложению ХСС был назначен судьей Федерального конституционного суда в Карлсруэ. С 1954 г. до конца жизни занимал пост председателя Конституционного суда ФРГ.
Наиболее значительным решением периода его полномочий является конституционно противоречивый запрет КПГ от 17 августа 1956 г. Многие эксперты считают, что таким образом консервативный председатель суда выполнил давнее желание канцлера Конрада Аденауэра.
В июле 1956 г. он был удостоен звания почетного профессора конституционного права Мюнхенского университета, а в конце января 1958 г. занял должность директора административной и деловой академии Мюнхена, которую он помог восстановить в конце 1940-х гг.
18 июля 1981 г. существующая с 1965 г. средняя школа в верхнем баварском округе Эберсберг была переименована в его честь.